# Demon Entrails
Demon Entrails es un álbum recopilatorio que incluye las tres demos de la banda suiza de metal extremo, Hellhammer. Las demos – Death Fiend, Triumph of Death y Satanic Rites – fueron grabadas durante 1983 y fueron remasterizadas para este recopilatorio.

## Lista de canciones

### Disco 1 (Satanic Rites)
Grabado los 2/3/4/7 de diciembre de 1983 en Sound Concept Recording Studio, Ramsen, Suiza.
1. "Intro" – 0:58
2. "Messiah" – 4:18
3. "The Third of the Storms (Evoked Damnation)" – 3:02
4. "Buried and Forgotten" – 6:01
5. "Maniac" (versión regrabada) – 3:46
6. "Eurynomos" – 3:10
7. "Triumph of Death" (versión regrabada) – 6:58
8. "Revelations of Doom" – 3:03
9. "Reaper" (versión regrabada) – 2:28
10. "Satanic Rites" – 7:18
11. "Crucifixion" (versión regrabada) – 2:45
12. "Outro" – 2:01

Todas las canciones por Tom G Warrior, Bruce Day y Martin Eric Ain.

### Disco 2 (Death FiendyTriumph of Death)
Grabado el 10/11 de junio de 1983 en Grave Hill Bunker, Birchwil, Suiza.
1. "Crucifixion" – 3:04
2. "Maniac" – 4:01
3. "(Execution) When Hell's Near" – 2:38
4. "Decapitator" – 2:07
5. "Blood Insanity" – 4:22
6. "Power of Satan" – 4:11
7. "Reaper" – 2:06
8. "Death Fiend" – 2:35
9. "Triumph of Death" – 5:15
10. "Metallic Storm" – 2:19
11. "Ready for Slaughter" – 3:36
12. "Dark Warriors" – 3:03
13. "Hammerhead" – 2:48
14. "Angel of Destruction" – 2:58
15. "Bloody Pussies" – 4:59
16. "Chainsaw" – 3:58
17. "Sweet Torment" – 2:09

Todas las canciones por Tom G Warrior y Bruce Day.

## Créditos
- Tom Gabriel Warrior (Satanic Slaughter[2])

Guitarra/bajo (en el Disco 1)/voz
- Martin Eric Ain (Slayed Necros)

Coros en el Disco 1
- Bruce Day (Denial Fiend/Bloodhunter)

Batería
- Steve Warrior (Savage Damage)

Bajo y voz, en el Disco 2